# コンヤ県
コンヤ県 (コンヤけん、トルコ語: Konya ili) は、トルコ中南部、中央アナトリア地方の県。コンヤ大都市自治体とは同一の範囲である。

## 概要
トルコの中で最大の県である。人口はムスリムが多数で、キリスト教徒も多く住んでいる。多くの住民が農業、牧畜を行っている。
ベイシェヒル近郊のベイシェヒル湖はトルコで3番目に大きい。

## 歴史
古代にはイーコニウムとして知られ、12世紀-13世紀にはセルジューク朝トルコの首都として繁栄した。
オスマン帝国時代、コンヤはアナトリア半島の州であり、パンフィリア、ピシディア、フリギア、リュカオニア、キリキア、カッパドキアにまたがる州であった。
この州は1864年、古い州であるカラマニア州とアダナ州の西部アダナ、南東アナトリアの一部を再編して作られた。その後さらにアダリア県 (現在のアンタルヤ県) 、ブルドゥル県、ハミドアバド県 (現在のウスパルタ県) 、コンヤ県、ニーデ県の5つ県に分割された。
1987年にコンヤ市が大都市自治体に指定され、2012年の行政区域改編により大都市自治体の指定範囲はコンヤ県の全域となっている。

## 経済
工業は絨毯織りと、綿や絹の織物、鉱工業はクロム、水銀、辰砂、銀含有鉛、岩塩が彫られていた。また麻、綿、布製品、米などの穀物、コーヒー、家畜、塩、鉱物、石油、アヘンも生産されていた。
コンヤ県にはトルコ国鉄が横断しており、終点はスミルナ (現在のイズミル県) まで続いていた。2011年に開通したトルコ高速鉄道のアンカラ・コンヤ高速線の開業により、従来10時間以上掛かっていたコンヤからアンカラまでの所要時間が1時間30分となった。将来1時間15分に短縮される計画である。

## 下位行政区
- アフルル（Ahırlı）
- アキョレン（Akören）
- アクシェヒル（Akşehir）
- アルトゥネキン（Altınekin）
- ベイシェヒル（Beyşehir）
- ボズクル（Bozkır）
- チェルティク（Çeltik）
- ジハンベイリ（Cihanbeyli）
- チュムラ（Çumra）
- デルベント（Derbent）
- デレブジャク（Derebucak）
- ドアンヒサール（Doğanhisar）
- エミルガズィ（Emirgazi）
- エレーリ（Ereğli）
- ギュネイシュヌル（Güneysınır）
- ハドゥム（Hadim）
- ハルカピナル（Halkapınar）
- ヒュユク（Hüyük）
- ウルグン（Ilgın）
- カドゥンハヌ（Kadınhanı）
- カラプナル（Karapınar）
- カラタイ（Karatay）
- クル（Kulu）
- メラム（Meram）
- サライェニュ（Sarayönü）
- セルチュクル（Selçuklu）
- セイディシェヒル（Seydişehir）
- タシュケント（Taşkent）
- トゥズルクチュ（Tuzlukçu）
- ヤルヒュユク（Yalıhüyük）
- ユナク（Yunak）